# Saint-Honoré (Québec)
Pour les articles homonymes, voir Saint-Honoré.
Saint-Honoré est une ville du Québec (Canada) située dans la région administrative du Saguenay–Lac-Saint-Jean. Pour la distinguer des deux autres villages québécois portant le même nom, la localité est aussi connue sur le nom de Saint-Honoré-de-Chicoutimi. Elle fait partie de la municipalité régionale de comté du Fjord-du-Saguenay et est située dans l'aire urbaine de la ville de Saguenay.

## Toponymie
Elle fut nommée en l'honneur de Honoré Petit, député de Chicoutimi entre 1892 et 1897.

## Histoire
La municipalité de la paroisse de Saint-Honoré a été constituée en 1913. L'église de Saint-Honoré est inaugurée en 1916. Située en face de l'hôtel de ville, elle marque encore de nos jours le centre du village. En 1953, la municipalité de village se détache de la paroisse. Celles-ci seront fusionnées le 16 décembre 1972 sous le nom actuel. Le 18 février 2002, Saint-Honoré annexe une partie de Canton-Tremblay dans le cadre des réorganisations municipales québécoises.
La municipalité de Saint-Honoré a changé son statut pour celui de ville le 9 janvier 2016.
Dates importantes :
| 1907               | Construction de la première chapelle.                                                                                  |
| 1911 (4 octobre)   | Érection canonique de paroisse religieuse.                                                                             |
| 1913 (11 juin)     | Érection de la Municipalité de paroisse.                                                                               |
| 1914 (29 mars)     | Érection civile. |
| 1916               | Installation du téléphone.                                                                                             |
| 1916               | Construction de l'église actuelle.                                                                                     |
| 1925               | Électrification du village.                                                                                            |
| 1929               | Construction de la première école.                                                                                     |
| 1937               | Détachement du canton Falardeau.                                                                                       |
| 1942               | Construction de l'aéroport comme base militaire, en même temps que celui de Bagotville.                                |
| 1945               | Fermeture de l'aéroport.                                                                                               |
| 1946               | Construction du premier hôtel de ville.                                                                                |
| 1955               | Construction de l'école Jean Fortin.                                                                                   |
| 1958               | Adoption du règlement no 4 de la régie de la construction, soit le premier véritable règlement d'urbanisme.            |
| 1967               | Découverte du gisement de columbium par la SOQUEM.                                                                     |
| 1968               | Fondation de l'école de pilotage du Cégep de Chicoutimi (CQFA).                                                        |
| 1973               | Création de l'Office municipal de l'habitation (OMH).                                                                  |
| 1976               | Inauguration de la mine Niobec.                                                                                        |
| 1976               | Municipalisation des loisirs.                                                                                          |
| 1977               | Création de la Commission d'urbanisme.                                                                                 |
| 1979               | Inauguration du Centre récréatif.                                                                                      |
| 1982 (9 juin)      | Création de la Société de Développement de Saint-Honoré.                                                               |
| 1982               | Inauguration de l'école La Source.                                                                                     |
| 1986               | Inauguration de l'hôtel de ville actuel.                                                                               |
| 1990               | Création du Comité consultatif d'urbanisme.                                                                            |
| 1992               | Inauguration du centre culturel.                                                                                       |
| 1994               | Construction d’une usine de conversion des concentrés chez Niobec, et début la production commerciale du ferroniobium. |
| 1998               | Inauguration de la Maison des jeunes.                                                                                  |
| 1999               | Première édition du Festival Saint-Honoré dans l'Vent.                                                                 |
| 2000               | Construction d'une garderie de type CPE.                                                                               |
| 2001               | Fusion municipale: Annexion d'une partie du Canton Tremblay                                                            |
| 2005               | Ouverture de la rue des Artisans qui constitue la première phase de développement du parc industriel.                  |
| 2006               | Commencement du boom immobilier par l'arrivée croissante de jeunes familles.                                           |
| 2010               | La population dépasse le cap des 5000 citoyens.                                                                        |
| 2013               | Lancement des festivités du centenaire de Saint-Honoré.                                                                |
| 2013               | Agrandissement du Centre récréatif pour en faire un centre multifonctionnel.                                           |
| 2015 (23 juin)     | Première édition des 50 heures de Saint-Jean au Saguenay à Saint-Honoré.                                               |
| 2015 (1er octobre) | Inauguration de l'expansion du Parc industriel, coin du chemin Volair et du Boulevard Martel.                          |
| 2016 (9 janvier)   | La municipalité de Saint-Honoré change son statut pour celui de ville.                                                 |
| 2016               | Changement de nom de la Société de Développement de Saint-Honoré pour Développement Saint-Honoré.                      |

## Géographie
Saint-Honoré se situe à une quinzaine de kilomètres au nord de la rivière Saguenay. 
La rivière aux Vases traverse l'ouest de la municipalité où elle en délimite le sud-ouest.
La rivière Caribou en traverse l'est du nord vers le sud.

## Démographie
| 1996  | 2001  | 2006  | 2011  | 2016  | 2021  |
| ----- | ----- | ----- | ----- | ----- | ----- |
| 3 851 | 4 752 | 4 727 | 5 257 | 5 757 | 6 376 |

## Administration
Les élections municipales se font en bloc pour le maire et les six conseillers.
| Saint-Honoré Maires depuis 2005                                                                                      |                          |         |          |
| Élection | Maire                    | Qualité | Résultat |
| 2005 | Marie-Luce Demers-Martin |         | Voir     |
| 2009 | Marie-Luce Demers-Martin | Voir    |          |
| 2013 | Bruno Tremblay           |         | Voir     |
| 2017 | Bruno Tremblay           | Voir    |          |
| 2021 | Bruno Tremblay           | Voir    |          |
| Élection partielle en italique Depuis 2005, les élections sont simultanées dans toutes les municipalités québécoises |                          |         |          |

## Économie

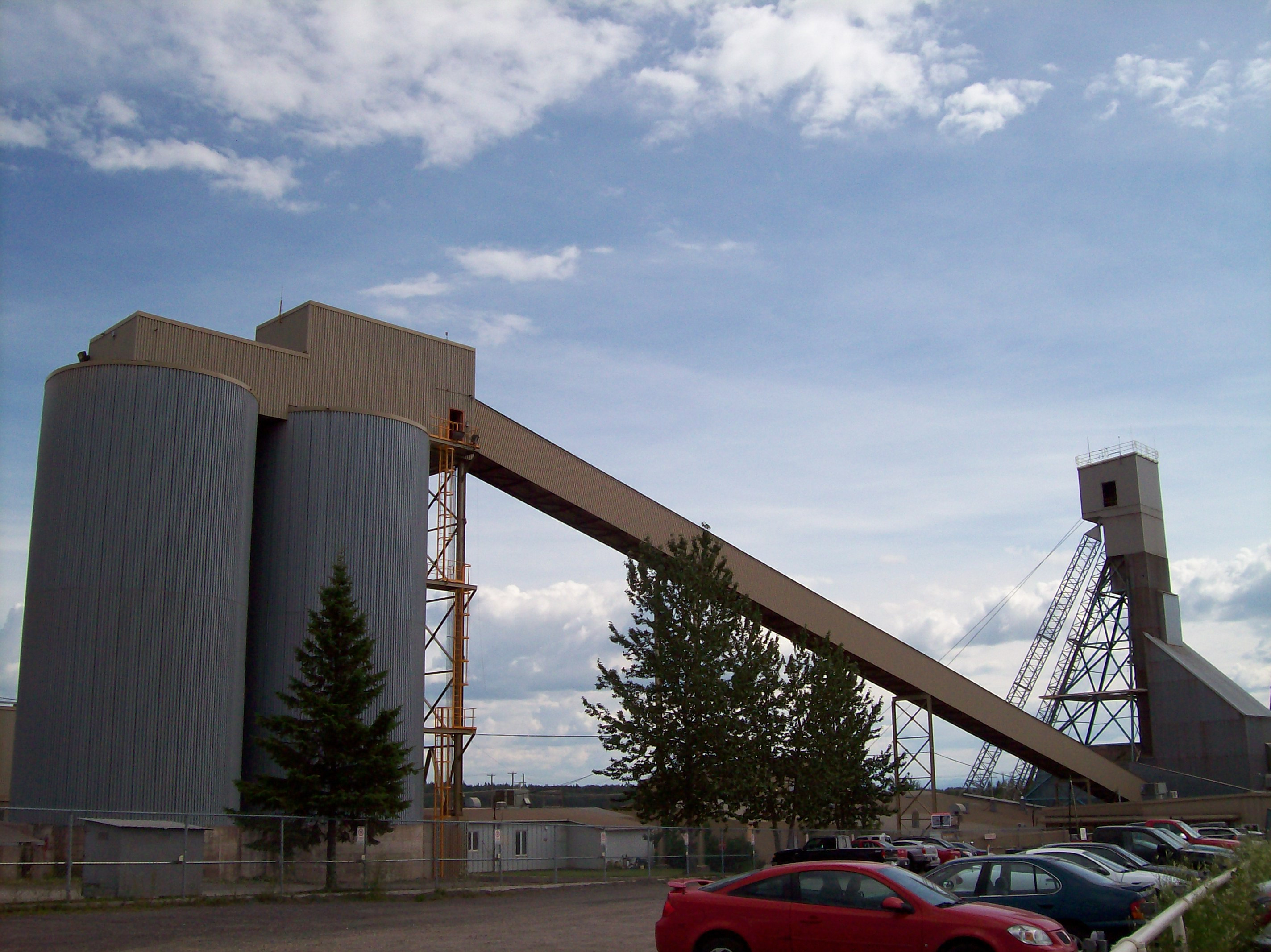
Mine Niobec, située dans le secteur Ouest de la ville.

L'économie de Saint-Honoré repose en bonne partie sur la production agricole et minière. Dans les deux dernières décennies, il y a eu une forte croissance démographique et économique à Saint-Honoré. Seulement dans les 15 dernières années, environ 600 résidences ont été construites.
Mine Niobec
La mine Niobec de Saint-Honoré est la seule exploitation souterraine de niobium dans le monde et l’un des trois principaux producteurs mondiaux de ce minerai. Sa production varie actuellement de 8 à 10 % du volume mondial de niobium en fonction de la variation de l’offre et de la demande d’une année à l’autre.
Depuis 2011, Niobec inc. est une entreprise dûment constituée aux termes de sa charte et de la Loi canadienne sur les sociétés par actions. Le 22 janvier 2015, Magris Resources est devenu le nouveau propriétaire de Niobec et souhaite acquérir, développer et exploiter d'autres actifs miniers à l'échelle mondiale.

## Transports

### Aéroport

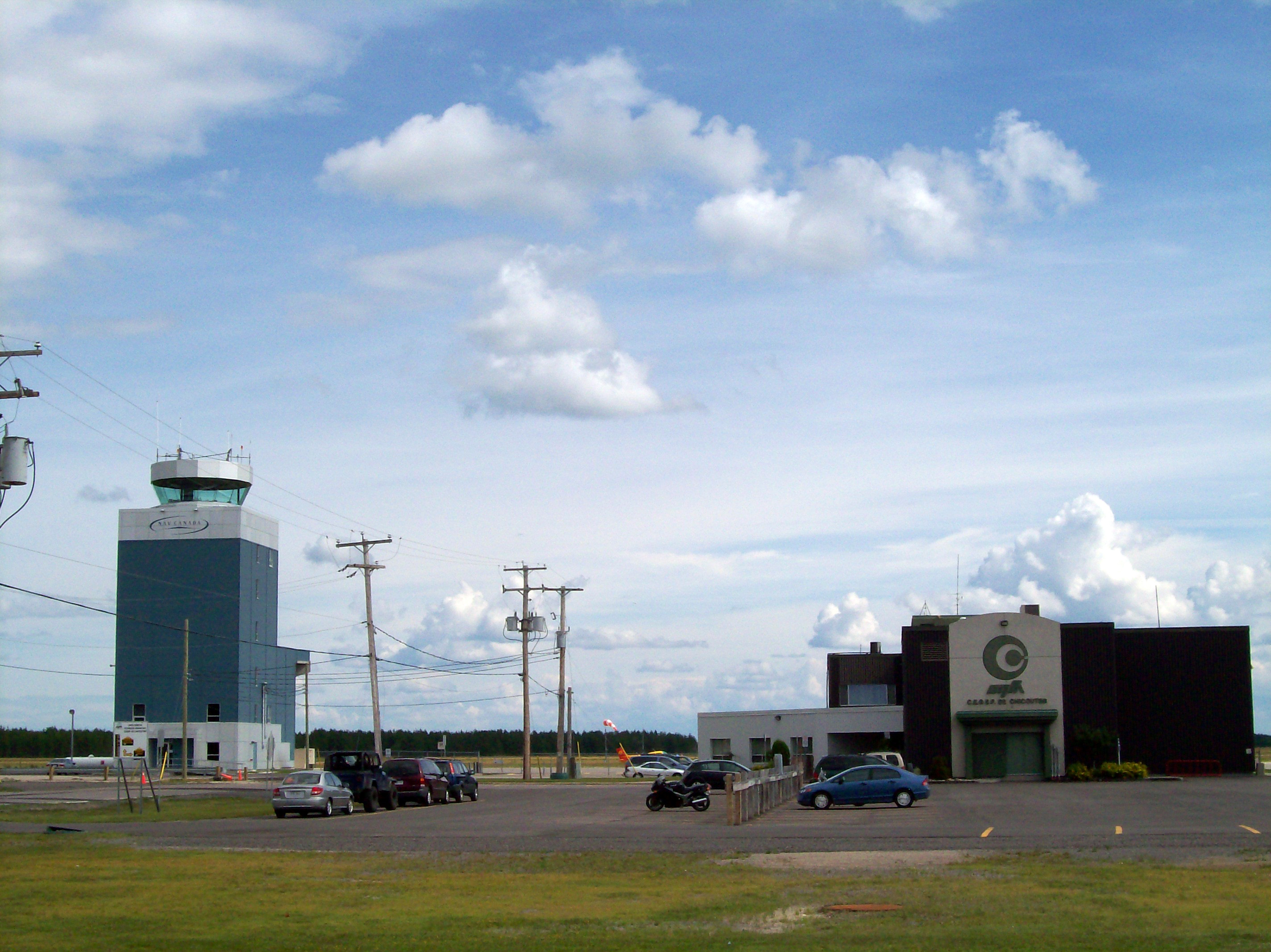
Entrée de l'aéroport de Saint-Honoré. On remarque le bâtiment principal du Centre québécois de formation aéronautique à droite.

Saint-Honoré bénéficie sur son territoire d'un aéroport construit en même temps que celui de Bagotville, durant la Seconde Guerre mondiale. Il comporte 3 pistes d'atterrissage, la plus longue faisant 6 000 pieds (1 828,8 m). L'exploitant de l'aéroport est le ministère des Transports du Québec. Parmi les utilisateurs, on compte :
Une tour de contrôle
Exploitée par Nav Canada, la tour de contrôle est active en tout temps.
Deux écoles de pilotages
- Le CQFA : Campus du Cégep de Chicoutimi (école publique) dirigé par le Centre québécois de formation aéronautique (CQFA). C'est à cet endroit que les étudiants en technique de pilotage d'aéronefs suivent la majorité de leurs cours.

- Exact Air : École de pilotage privée située sur le chemin Volair.

Les écoles de pilotages, plus spécifiquement le CQFA, font l’objet de plaintes récurrentes de la part des résidents situés à l’Est de l’aéroport et installés depuis les années 50. Vols à basse altitude, circuits hors des axes de pistes, etc. génèrent la grogne du milieu.
Un atelier de maintenance certifié
Harvey Aviation : Organisation de maintenance agréé (OMA), également le représentant de Diamond Aircraft pour la province de Québec.
Regroupement régional de pilotes
Association des pilotes associés du Saguenay-Lac-Saint-Jean

## Éducation
Saint-Honoré possède deux écoles primaires (l'école primaire Jean Fortin et l'école La Source) et un campus du Cégep de Chicoutimi dirigé par le CQFA, voué à l'enseignement de l'aviation. En raison du nombre grandissant de familles à Saint-Honoré, le gouvernement provincial a investi une somme de 7,1 millions de dollars afin d'agrandir l'école Jean Fortin.La ville possède également une bibliothèque municipale ouverte à temps partiel.

## Services
Saint-Honoré offre plusieurs services de base et structures de loisirs.

### Commodités et installations publiques
- Pharmacie;
- Épicerie;
- Quincaillerie;
- Point de chute du CLSC;
- 5 dépanneurs;
- 2 restaurants;
- Patinoire municipale;
- 2 terrains de tennis;
- Jeux d'eau;
- Maison des jeunes;
- Skatepark;
- Bar;

## Attraits

### FestivalSaint-Honoré dans l'Vent
Chaque année, au mois de juin, le festival international de cerfs-volants Saint-Honoré dans l'Vent se déroule à l'aéroport de la municipalité. Il est l'un des plus importants festivals de cerfs-volants sur le plan international. Ce festival familial présente de multiples types de cerfs-volants, tels que : les cerfs-volants géants, les cerfs-volants artistiques, les cerfs-volants à une corde et à quatre cordes, les cerfs-volants à traction et bien d'autres. Il présente plusieurs volets, notamment : animation (atelier de création de cerf-volant, mascottes, jeux gonflables, etc.), aviation, spectacles, etc. Des cerfs-volistes de partout dans le monde sont invités à présenter leurs talents pendant la fin de semaine.

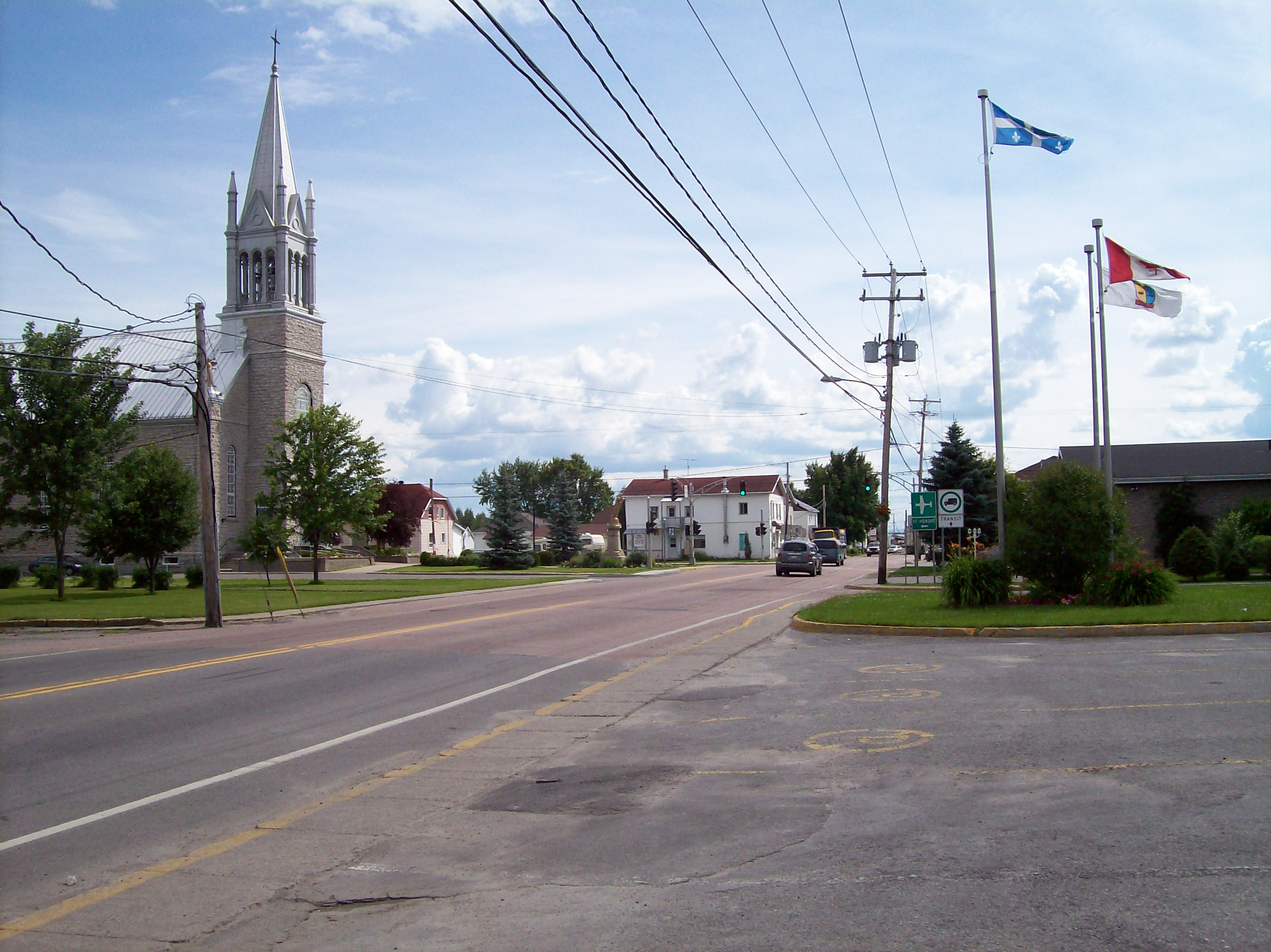
Centre de la ville.
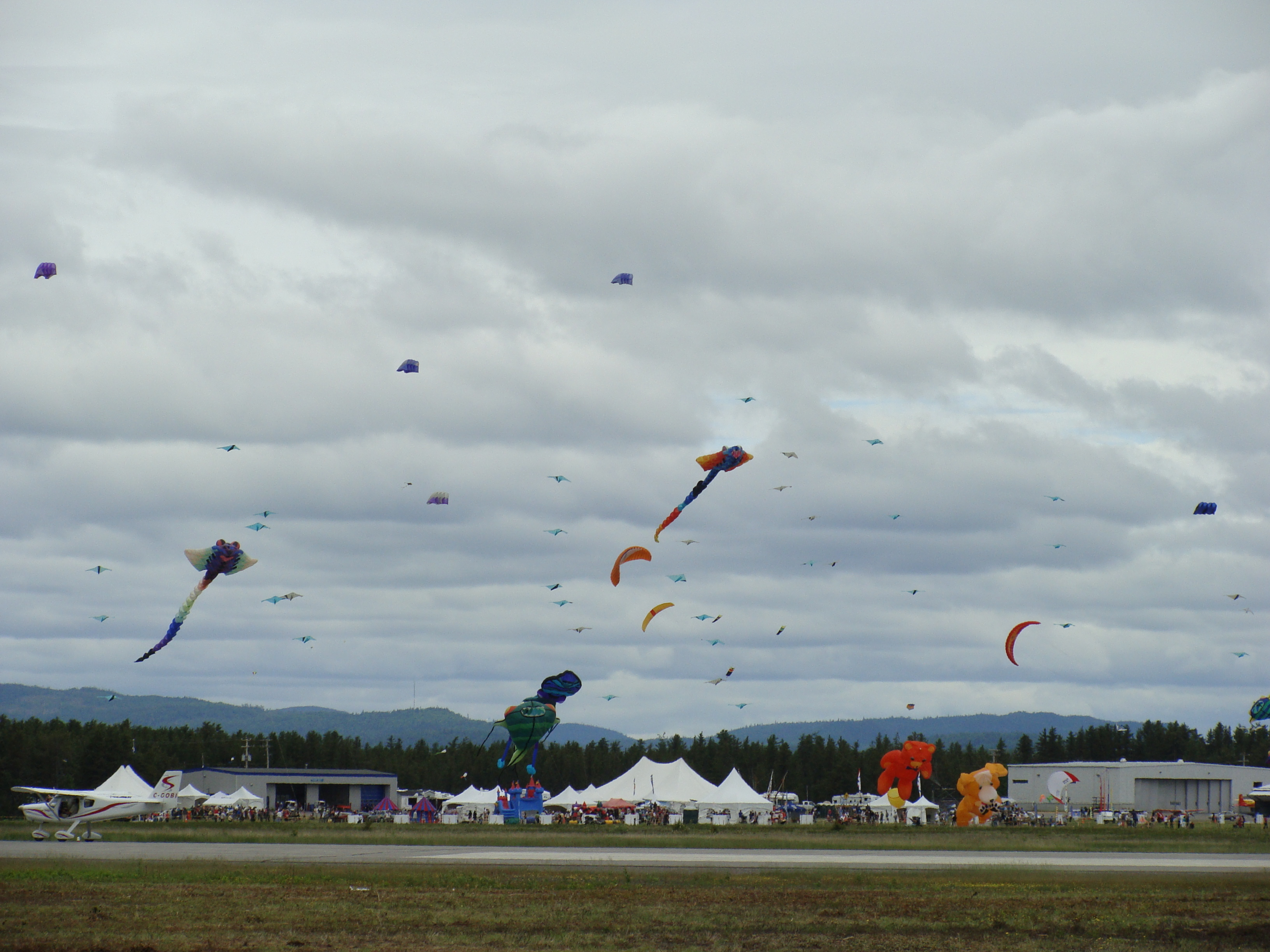
Site du festival Saint-Honoré dans l'Vent.
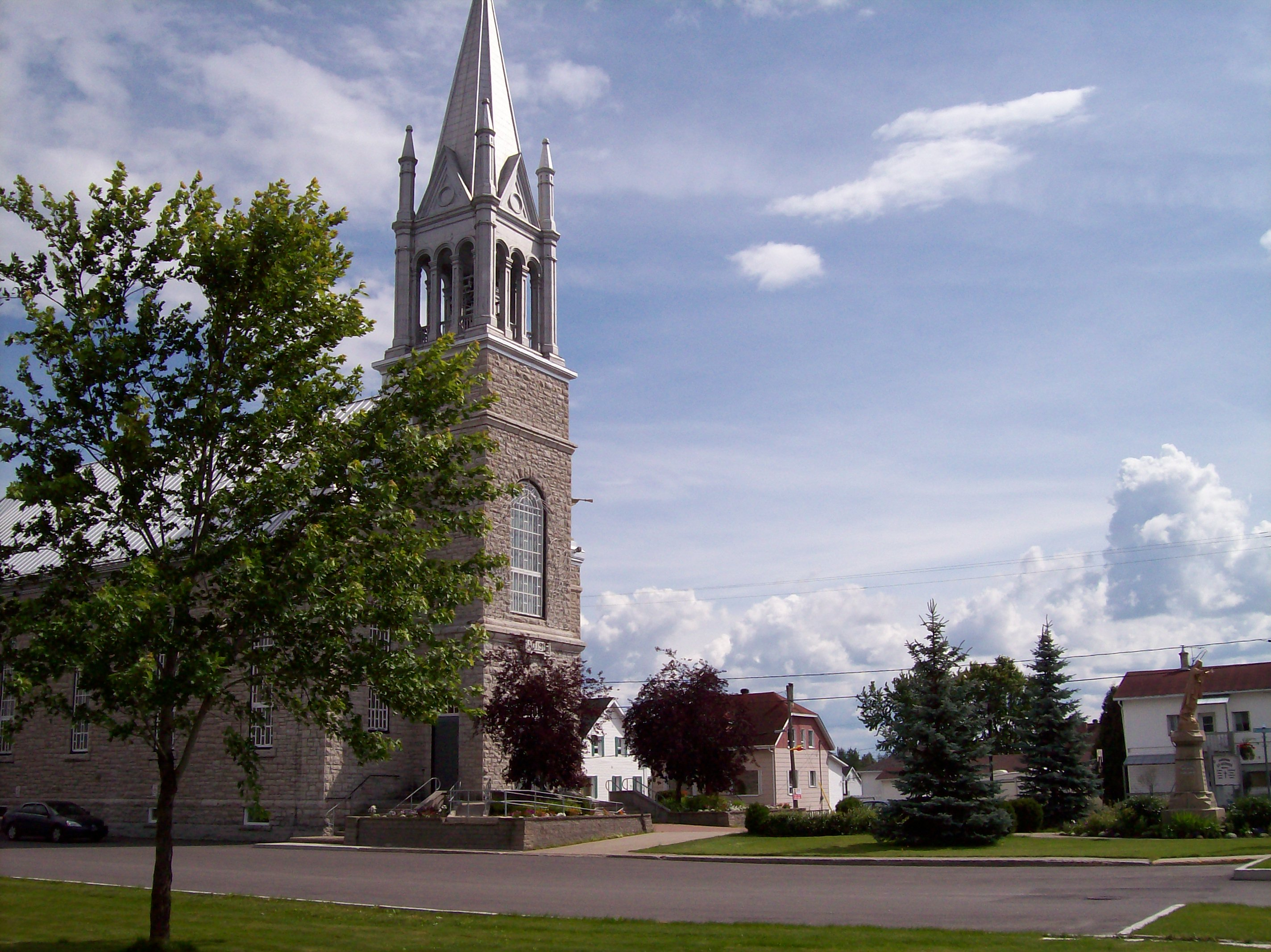
Église de Saint-Honoré août 2008